# Tatra 158
Tatra 158 Phoenix — серия крупнотоннажных грузовых автомобилей, выпускаемых чешской компанией Tatra совместно с нидерландской DAF с 2011 года.

## Производство
Причины слияния компаний DAF и Tatra — вход первой в группу Paccar и ограниченная способность Tatra, которая не в состоянии обеспечить развитие автомобильных компонентов на самом высоком уровне. Поэтому было принято решение обращать внимание на основные приоритетные транспортные средства и шасси, а также сократить затраты на разработку и производственные расходы компании, приобретая компоненты у других производителей. Поэтому от предшественника автомобиль унаследовал жёсткую позвоночную раму с кронштейнами для крепления узлов, агрегатов и кузовов, независимые подвески с качающимися полуосями и полный привод.
В 2015 году модель 158 Phoenix модернизирована путём смены кабины и двигателей.

## Двигатели
Евро-3 — Евро-5
- PACCAR MX-265 — 265 кВт (360 л. с.), крутящий момент 1775 Н*м, Евро-3 — Евро-5.
- PACCAR MX-300 — 300 кВт (408 л. с.), крутящий момент 2000 Н*м, Евро-3 — Евро-5.
- PACCAR MX-340 — 340 кВт (462 л. с.), крутящий момент 2300 Н*м, Евро-3 — Евро-5.
- PACCAR MX-375 — 375 кВт (510 л. с.), крутящий момент 2500 Н*м, Евро-5.

Евро-6
- PACCAR MX-11-271 — 271 кВт (369 л. с.), крутящий момент 1600 Н*м, Евро-6.
- PACCAR MX-11-291 — 291 кВт (396 л. с.), крутящий момент 1900 Н*м, Евро-6.
- PACCAR MX-11-320 — 320 кВт (435 л. с.), крутящий момент 2100 Н*м, Евро-6.
- PACCAR MX-13-303 — 303 кВт (412 л. с.), крутящий момент 2000 Н*м, Евро-6.
- PACCAR MX-13-340 — 340 кВт (462 л. с.), крутящий момент 2300 Н*м, Евро-6.
- PACCAR MX-13-375 — 375 кВт (510 л. с.), крутящий момент 2500 Н*м, Евро-6[6].